# Yusi
Yusi (kinesiska: 喻寺镇, 喻寺) är en köping i Kina. Den ligger i provinsen Sichuan, i den sydvästra delen av landet, omkring 200 kilometer sydost om provinshuvudstaden Chengdu. Antalet invånare är 38 260. Befolkningen består av 19 213 kvinnor och 19 047 män. Barn under 15 år utgör 20,0 %, vuxna 15-64 år 66 %, och äldre över 65 år 12,0 %.
Genomsnittlig årsnederbörd är 1 434 millimeter. Den regnigaste månaden är september, med i genomsnitt 295 mm nederbörd, och den torraste är december, med 19 mm nederbörd.